# Scirocco (F 573)
Nave Scirocco è stata una “fregata anti sommergibili lancia missili” della Marina Militare Italiana appartenente alla classe Maestrale. Lo Scirocco è stato costruito nei Cantieri Navali di Riva Trigoso, varato il 17 aprile 1982 e consegnato il 28 aprile 1983. La cerimonia di conferimento della bandiera di combattimento si è svolta alla banchina scali dell'Arsenale di La Spezia il 27 ottobre 1984, la bandiera è stata consegnata dal Gruppo A.N.M.I. di Bergamo, La Spezia ne è tuttora la sede operativa, alle dipendenze del comandante del Primo Gruppo Navale.
Dopo venti anni di attività, Nave Scirocco è stata la prima della sua classe ad essere sottoposta ad ammodernamento del sistema di combattimento e del sistema di piattaforma. Questa essenziale e rilevante modernizzazione, che si è svolta dal 2005 al 2007, ne allinea la tecnologia e le capacità operative alle
unità militari di più moderna costruzione e concezione, garantendone inoltre un ragguardevole ampliamento della vita operativa.
Già altre due unità navali, nella storia della Marina Militare, hanno avuto lo stesso nome: un rimorchiatore vedetta (1916-1919) ed un Regio Caccia Torpediniere (1934-1943).

## Attività
Nave Scirocco ha effettuato primariamente attività multinazionali fin dall'inizio della sua vita operativa, prendendo parte più volte alla Forza Navale della NATO in Mar Mediterraneo (NAVOCFORMED nel 1986 e 1991; STANAVFORMED nel 1997, 1998, 2002 e 2005) e a quella dell'Unione Europea Occidentale (embargo alle Repubbliche della ex-Iugoslavia nel 1992 e 1993). Questa unità ha anche compiuto operazioni in difesa della libertà di navigazione e di protezione, nei confronti delle unità mercantili battenti bandiera tricolore in Golfo Persico (al termine del conflitto tra Iran ed Iraq del 1987) ed attività a supporto della pace, durante le operazioni: Somalia II del 1994, Decisive Enhancement del 1996 (IFOR), Determined Guard tra il 1997 ed il 1998 e numerose missioni di sorveglianza anti immigrazione clandestina in Mar Adriatico (1998-1999).
Altre missioni operative molto importanti nello scenario multinazionale, nelle quali è stato impiegato lo Scirocco, sono state:
- Il contrasto alle organizzazioni terroristiche internazionali, con l'operazione Active Endeavour (nel 2002 e nel 2005), sotto l'egida della NATO, conseguendo il primato in termine di scorte effettuate ad unità non militari in transito attraverso lo Stretto di Gibilterra (Operazione STROG);
- Il supporto all'operazione Enduring Freedom effettuando attività ispettiva e di controllo del traffico mercantile (117 tra mercantili, pescherecci e barchini ispezionati in circa 5 mesi), con Unità inserita nel dispositivo aeronavale della Forza Navale Europea (EUROMARFOR) durante l'operazione Resolute Behaviour IV svolta nelle aree del Golfo Persico e del Mar Rosso nel 2004;
- L'operazione Active Endeavour operando alle dipendenze del Comando SNMG2 nel 2005
- L'interdizione del traffico marittimo nelle acque antistanti l'area del Libano durante la crisi del 2008-2009 partecipando alla missione ONU denominata Impartial Behaviour UNIFIL;
- Il controllo del traffico mercantile nel bacino del Mediterraneo (operazione NATO Active Endeavour) ed il contrasto alla pirateria in Oceano Indiano e Corno d'Africa (operazione Ocean Shield), entrambe nell'arco del 2010;
- Il contrasto alla pirateria in Oceano Indiano nel 2012, questa volta a guida europea (operazione Atalanta). Durante questa missione lo Scirocco ha navigato per 175 giorni, percorrendo oltre 31.000 miglia
- Il soccorso umanitario ai migranti provenienti dalle coste africane nell'ambito dell'operazione Mare nostrum, all'interno del quale ha operato anche durante il 2014 navigando per un totale di 20.263 miglia.

Per quanto concerne l'attività diplomatica, questa nave ha preso parte a due storiche e riguardevoli missioni della Marina Militare:
- La campagna in Estremo Oriente (1986), dove sono state percorse un totale di 22.356 miglia, toccando tra gli altri i porti di: Gedda, Bombay, Bangkok, Shanghai, Singapore, Manila, Giacarta, Colombo ed Alessandria
- Il periplo dell'Africa (1994-1995) che ha portato questa unità navale a navigare per un totale di 18.218 miglia, visitando molteplici porti tra cui: Massaua, Città del Kuwait, Dubai, Abu Dhabi, Port Victoria, Maputo, Simon's Town, Città del Capo, Port de Libreville, Dakar e Casablanca.

Durante questi due periodi in mare, lo Scirocco ha svolto numerose esercitazioni sfruttando molteplici opportunità di addestramento con le marine estere delle varie nazioni visitate, riuscendo a collaborare con i vari paesi rivieraschi, dimostrando le capacità della cantieristica navale nazionale e la preparazione professionale degli equipaggi italiani. Queste attività di “diplomazia navale” hanno portato prestigio alla forza armata e alla nazione tutta.
Dalla data della consegna della bandiera di combattimento (27 ottobre 1984) fino alla metà del 2014, Nave Scirocco ha percorso un totale di 632484 miglia nautiche, navigando per circa 60000 ore compiendo le missioni descritte precedentemente e numerose attività addestrative.
Nel 2024 viene avviato alla demolizione nei cantieri turchi di Aliağa

## Nome
Lo Scirocco è uno dei quattro maggiori venti mediani delineati sulla rosa dei venti, è il vento che spira da Sud-Est portando con sé aria calda e umida proveniente dal Sahara e dai territori del Nord Africa, fino alle coste dell'Italia e della Francia. Quest'aria nasce calda ed asciutta in Africa e poi muovendo sul Mediterraneo si carica dell'umidità marina giungendo fino alle coste settentrionali del bacino del Mediterraneo.

## Crest
Sul crest è rappresentato il vento di scirocco, mediante l'immagine di tre irruenti ed inquieti cavalli in corsa che simboleggiano la provenienza del vento, i tre purosangue del deserto africano galoppano con furore all'unisono, finché le loro criniere selvagge si uniscono alle acque in fervore giungendo così alla naturale unione con la dirompente forza del mare. Infine alla base, come affiorasse dal mare tumultuoso, compare il motto dell'unità “Acriter in hostes” e nel cielo del crest viene mostrato il nome della Nave come a racchiudere l'immagine sopradescritta.

## Motto

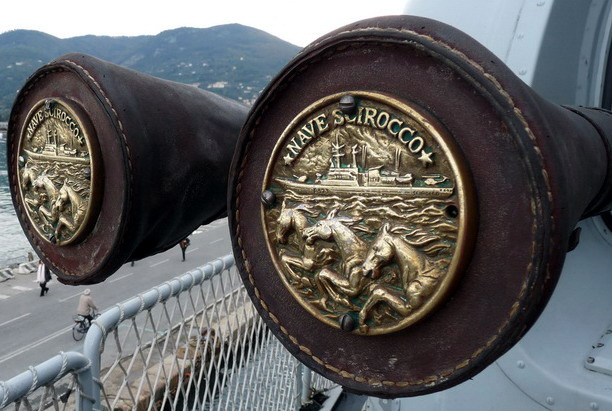
Il CIWS Breda Dardo con i tappi di volata

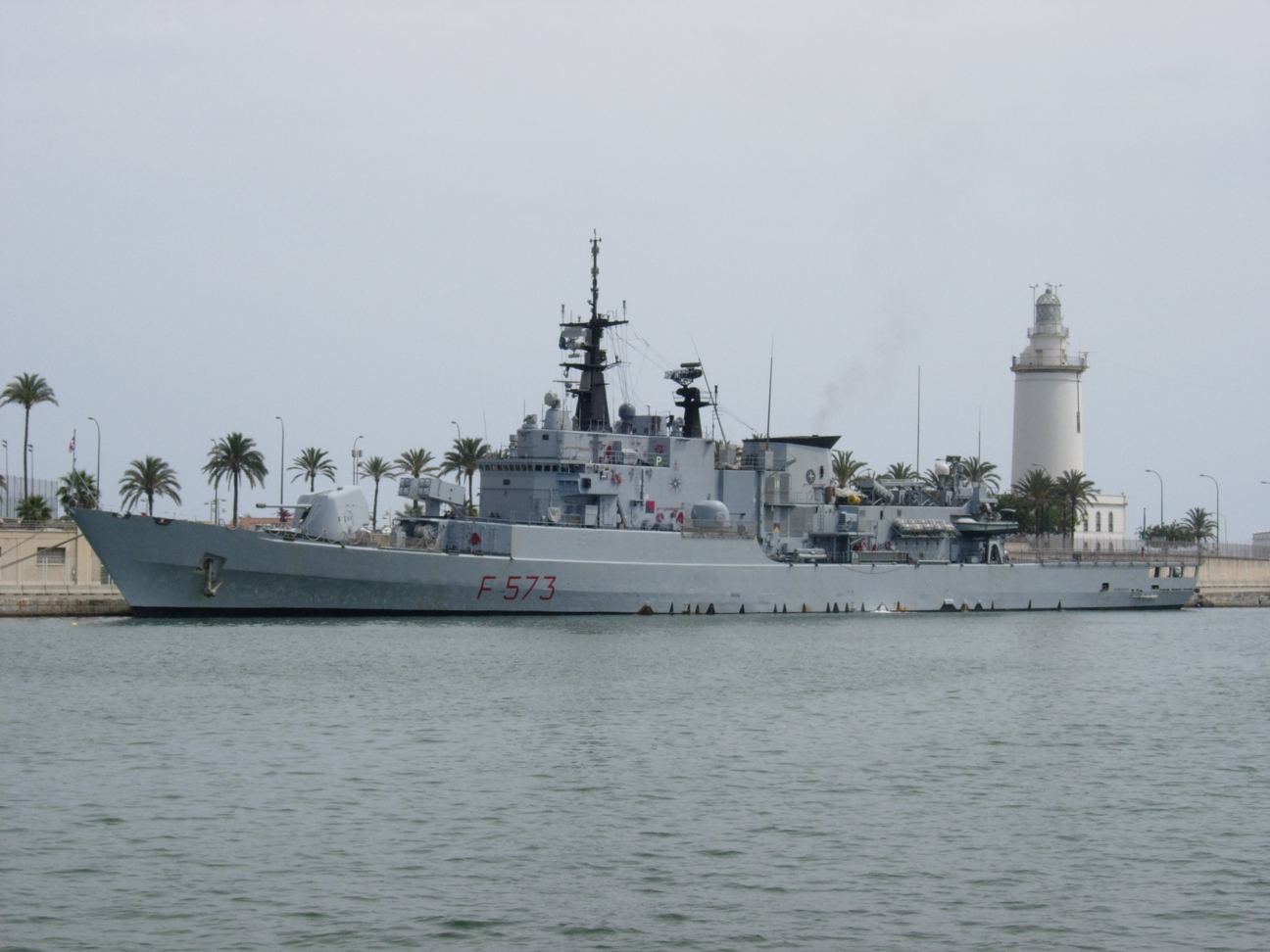
La fregata Scirocco ormeggiata nel porto di Malaga

“Acriter in hostes”che è del 59º Battaglione Fanteria Meccanizzata Calabria che si è guadagnato sul campo di battaglia e tratto dal De bello Gallico, testo scritto da Gaio Giulio Cesare, che può essere tradotto letteralmente come “con impeto contro i nemici”.

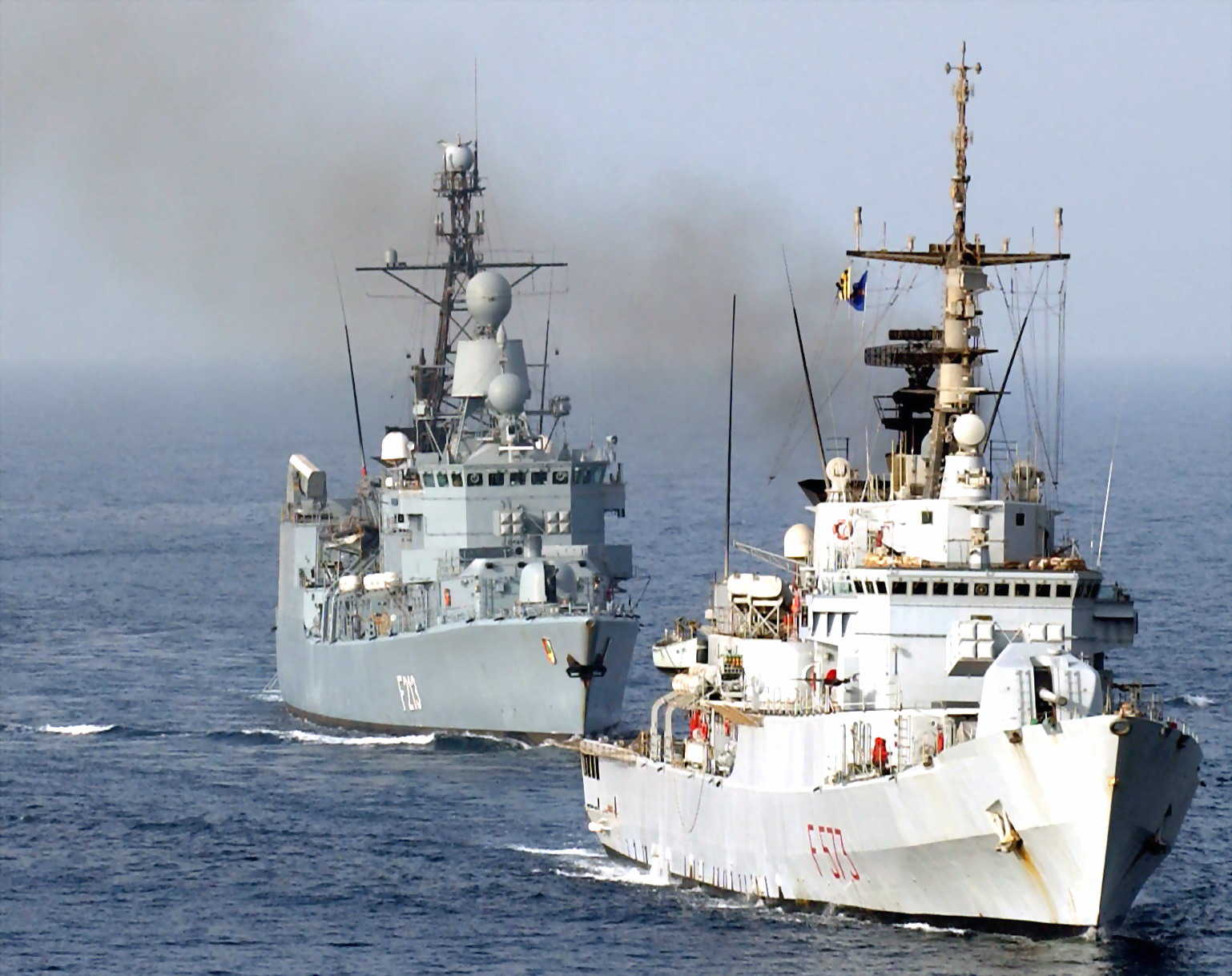
La fregata Scirocco durante Enduring Freedom con la fregata tedesca Augsburg